# Fiordo di Tasermiut
Il fiordo di Tasermiut (o Tasermiut Fjord) è un fiordo della Groenlandia; è lungo pressappoco 75 km ed è situato all'estremo sud dell'isola, vicino a capo Farvel (l'estrema punta meridionale groenlandese). Sbocca nel Mare del Labrador, di fronte all'isoletta che ospita Nanortalik; appartiene  al comune di Kujalleq. In questa zona si trovano molti monti con pareti ripide (come il Nalumasortoq) che richiamano appassionati di alpinismo da tutto il mondo; al fondo del fiordo si trova il ghiacciaio di Tasermiut. Il clima è caratterizzato dalla presenza del Föhn che riscalda la zona ma porta anche precipitazioni.